# Quartermain-Gletscher
Der Quartermain-Gletscher ist ein definierter und stark zerklüfteter Gletscher im Grahamland auf der Antarktischen Halbinsel. Er fließt an der Nordflanke des Fricker-Gletschers, von dem er im oberen Abschnitt durch Mount Kennett getrennt ist. An der Foyn-Küste mündet er in das Mill Inlet.
Das UK Antarctic Place-Names Committee benannte den Gletscher am 21. Juli 1976 nach dem neuseeländischen Polarhistoriker Lester Bowden Quartermain (1895–1973).